# Großsteingräber bei Klein Hundorf
Die Großsteingräber bei Klein Hundorf sind drei megalithische Grabanlagen der jungsteinzeitlichen Trichterbecherkultur bei Klein Hundorf, einem Ortsteil von Gadebusch im Landkreis Nordwestmecklenburg (Mecklenburg-Vorpommern). Sie tragen die Sprockhoff-Nummern 316–318.

## Lage
Die Gräber befinden sich etwa 1 km westsüdwestlich von Klein Hundorf und etwa 100 m westlich der Radegast auf einem Hochrücken in einem Waldstück. Die drei Gräber bilden ein unregelmäßiges Dreieck und sind etwa 50–70 m voneinander entfernt. 800 m nördlich liegt das Großsteingrab Neu Benzin. Noch weiter nördlich lagen die im 19. Jahrhundert zerstörten Großsteingräber bei Benzin.

## Beschreibung

### Grab 1

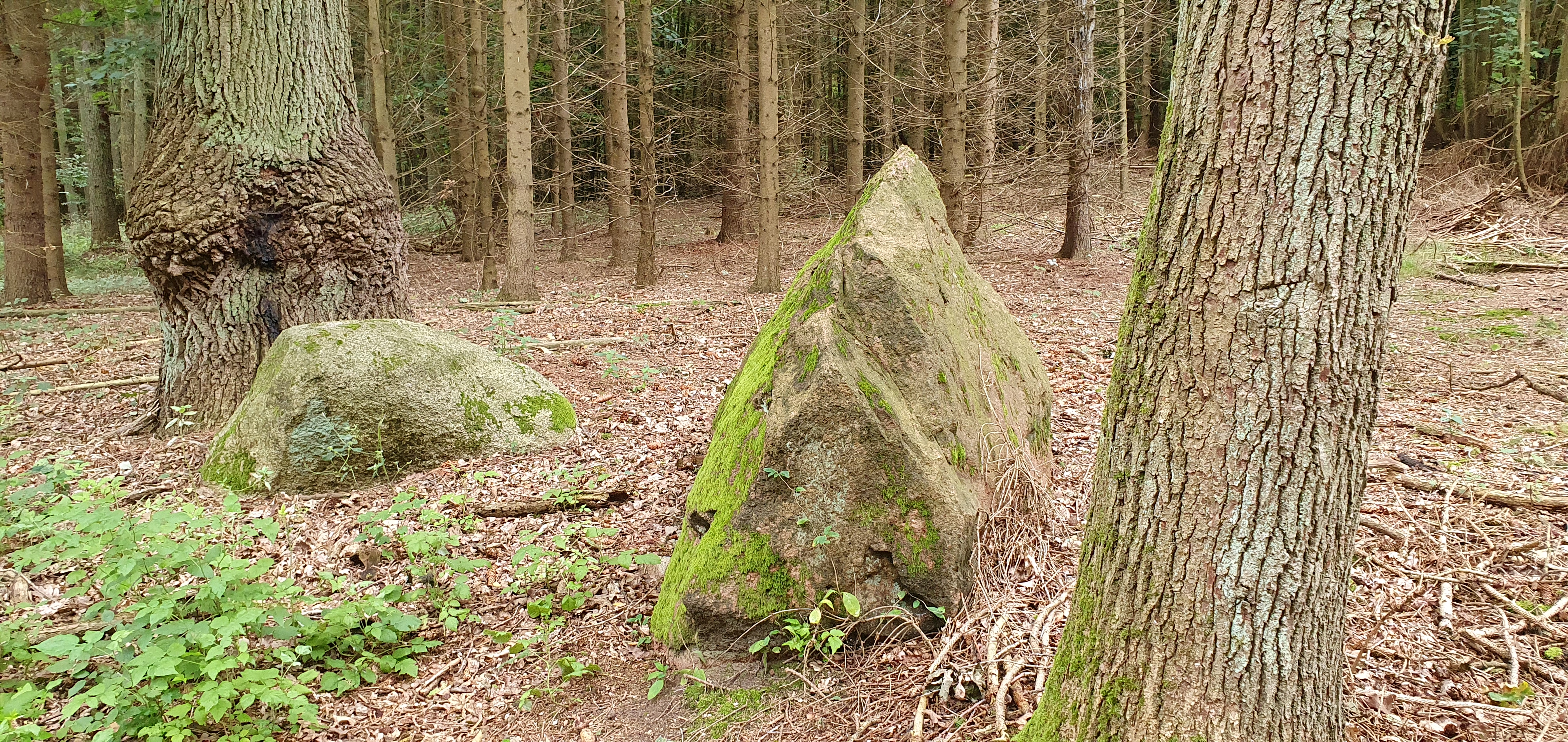
Grab 1

Grab 1 ist sehr stark zerstört. Es steht noch ein Wandstein in situ. Mehrere weitere Steine liegen verstreut umher. Ernst Sprockhoff wagte keine nähere Rekonstruktion des ursprünglichen Aussehens, nahm aber aufgrund der geringen Größe der noch vorhandenen Hügelschüttung nur eine kleine Grabkammer an. Ewald Schuldt klassifizierte die Anlage als Großdolmen.

### Grab 2

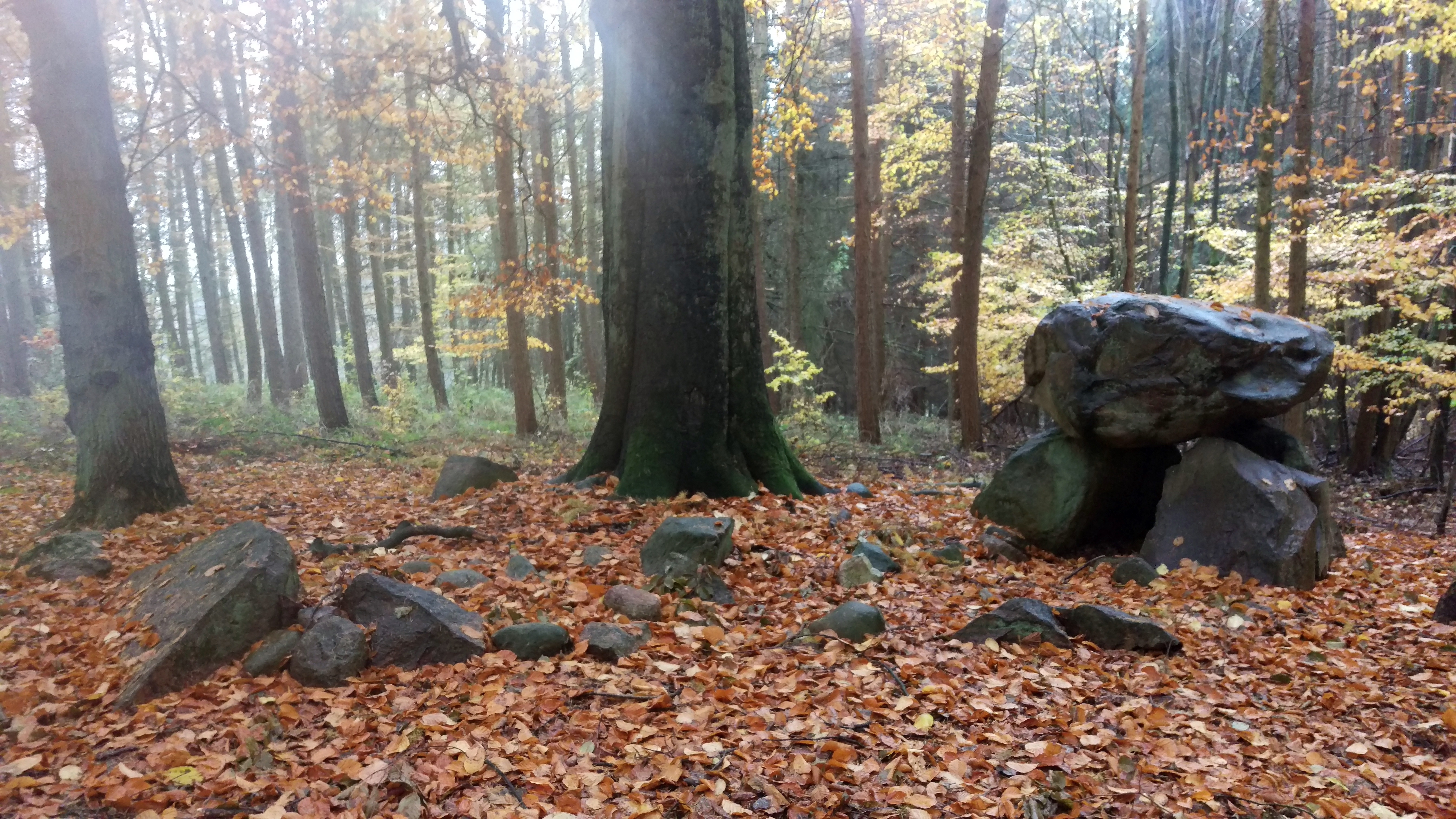
Grab 2

Grab 2 besitzt eine nord-südlich orientierte Grabkammer, bei der es sich wohl um einen erweiterten Dolmen handelt. Es sind noch drei Wandsteine in situ erhalten. Bei einigen weiteren Steinen dürfte es sich ebenfalls um Wandsteine handeln. Das Grab wurde 1958 rekonstruiert. Dabei wurde der abgerutschte Deckstein wieder aufgesetzt. Dieser hat eine Länge von 2,3 m, eine Breite von 1,3 m und eine Dicke von 1,4 m.
Bei der Rekonstruktion des Grabes wurden vier Keramikscherben (eine Randscheibe mit Tannenzweigdekor, eine Umbruchscherbe mit Winkelstichverzierung und zwei unverzierte Scherben), eine querschneidige Pfeilspitze aus Feuerstein und ein Klingenbruchstück aus Feuerstein gefunden. Die Gegenstände befinden sich heute in der Sammlung des Archäologischen Landesmuseums Mecklenburg-Vorpommern in Schwerin.

### Grab 3

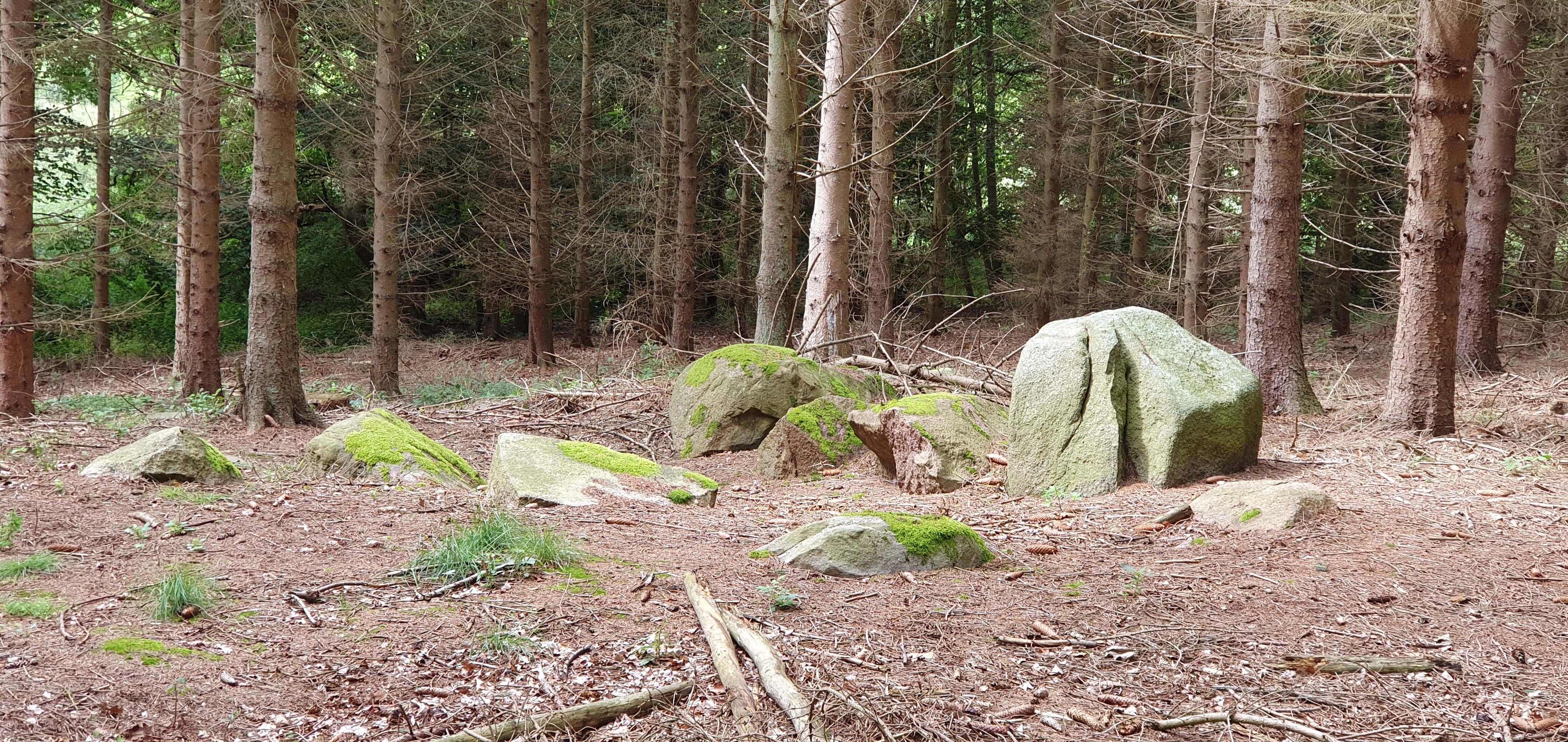
Grab 3

Grab 3 besitzt eine vermutlich nordost-südwestlich orientierte Grabkammer. Es sind drei parallele Reihen aus Steinen erkennbar, vermutlich die Wandsteine der Langseiten. Ernst Sprockhoff nahm mit einiger Vorsicht eine Kammer mit drei Wandsteinpaaren an, ließ den genauen Grabtyp aber ebenso wie Ewald Schuldt offen.